# Стороженко, Сергей Михайлович
Стороженко, Сергей Михайлович (род. 21 ноября 1949, Харьков) — потомственный юрист, украинский футбольный функционер. В 2000—2013 годах — первый вице-президент ФФУ. С 1994 года (с перерывами) — заместитель председателя Харьковской областной государственной администрации. Кандидат наук по физической культуре и спорту (2008). Награды: Орден «За заслуги» I, II и III степеней. Заслуженный юрист Украины (1996). Награждён многочисленными ведомственными наградами и наградным боевым оружием Председателя СБУ.

## Биография
Родился 21 ноября 1949 года в городе Харьков.
Работать начал с 17-летнего возраста. От 1967 до 1969 года был учеником слесаря-механика по ремонту печатных машин на Харьковском экспериментальном заводе «Прибор». Параллельно учился в Харьковском юридическом институте, который окончил в 1972 году по специальности «юрист-правовед».
В сентябре 1969 года начал стажировку в Дзержинской прокуратуре г. Харькова. Затем работал следователем районной прокуратуры. В Дзержинском районе Сергей Стороженко работал 3 года, до окончания юридического института. С ноября 1972 по ноябрь 1973 служил в армии.
После службы вернулся в Дзержинскую районную прокуратуру, был следователем. Впоследствии переведен в прокуратуру области, где занимал должность старшего следователя. Почти 25 лет проработал в органах прокуратуры. Был следователем по особо важным делам, начальником следственной части, прокурором по надзору за соблюдением законов в исправительных учреждениях Харьковщины. Период прокурорской работы Сергея Михайловича Стороженко завершился на должности первого заместителя прокурора города Харькова.
· Декабрь 1992 — апрель 1995 — член Харьковского областного суда
· Ноябрь 1994 — декабрь 1995 — заместитель председателя Харьковского областного совета по исполнительной работе
· Октябрь 1995 — июль 1999 — заместитель председателя Харьковской областной государственной администрации
· 1996—2000 — президент Харьковской областной федерации футбола
· Июль 1999 — август 2000 — проректор Харьковского национального университета им. В. Н. Каразина
· С сентября 2000 — первый вице-президент Федерации футбола Украины
· Февраль 2005 — ноябрь 2005 — советник по политико-правовым вопросам отдела по обеспечению деятельности председателя Харьковской облгосадминистрации аппарата облгосадминистрации
· С ноября 2005—2010 заместитель председателя Харьковской областной государственной администрации
· С марта 2014 — советник председателя ХОГА по правовым вопросам
Имеет высшее спортивное образование — окончил Харьковскую государственную академию физкультуры (2004) по специальности «олимпийский и профессиональный спорт».
Председатель Спортивно-медицинского комитета и Комитета по аттестации футбольных клубов. Член Исполкома и Президиума ФФУ. Член юридического комитета УЕФА в двух каденциях. Один из организаторов проведения ЕВРО — 2012 на Украине и Харькове. Под его руководством построены многие объекты спортивной инфраструктуры.
Ликвидатор аварии на Диканёвских сооружениях и взрыва арсенала в г. Лозовая Харьковской области.
В ноябре 2013 оставил работу в ФФУ — по состоянию здоровья.